# Eemeli Aakula

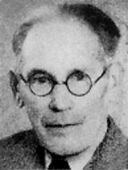
Eemeli Aakula

Mikkel Emil (Mikko Eemeli) Aakula (12 tháng 6 năm 1879 - 26 tháng 7 năm 1955) là một chính trị gia Phần Lan. Ông là thành viên của Đảng Trung tâm (Phần Lan) từ năm 1930 đến năm 1936 từ Turku North. Aakula từng làm công tác khảo sát đất đai, nông dân và trở thành thành viên quốc hội từ Kokemäki sau nhiệm kỳ là thủ quỹ thành phố và Hội đồng quản trị Kokemäki. Ông đã nhận được danh hiệu danh dự kunnallisneuvos vào năm 1952. Ông mất tại Kokemäki.